# Нэдлак
Нэдлак (рум. Nădlac; словац. Nadlak; венг. Nagylak) — город на западе Румынии, в жудеце Арад.

## География
Расположен в 50 км от города Арад, на границе с Венгрией. Расстояние от столицы страны, Бухареста, составляет около 459 км.

## Население
Население по данным на 2011 год — 7185 человек. По данным переписи 2002 года население города насчитвало 8144 человека. Национальный состав населения представлен словаками (47,20 %), румынами (45,38 %), венграми (3,24 %), цыганами (2,67 %), др. национальности (1,75 %). 47,29 % населения считают родным словацкий язык; 45,92 % — румынский; 3,43 % — венгерский; 2,02 % — цыганский.
Динамика численности населения:
| 1977 | 1992 | 2002 | 2011 |
| ---- | ---- | ---- | ---- |
| 8405 | 8458 | 8422 | 7185 |

## История
Впервые упомянут в письменных источниках в 1313 году под названием Noglog. Венгерское название города означает «большое место», румынское и словацкое названия произошли от него.
В 1803 году в Нэдлак переселилось большое количество словаков из Тоткомлоша, а вскоре к ним добавились словаки из Гемера.
Среди жителей Нэдлака в ходу поговорка: «У нас и собаки лают на четырех языках». 

## Достопримечательности
Среди достопримечательностей городка можно отметить церковь св. Николая и словацкую лютеранскую церковь, а также парк «Лунча-Мурешу».

## Города-побратимы
- Тоткомлош, Венгрия